# Molophilus setilobatus
Molophilus setilobatus är en tvåvingeart som beskrevs av Alexander 1979. Molophilus setilobatus ingår i släktet Molophilus och familjen småharkrankar. Inga underarter finns listade i Catalogue of Life.